# Pablo Arguedas
Pablo Arguedas Hurtado, (Moquegua, 23 de julio de 1820 - Lima, 13 de enero de 1881) fue un militar peruano, héroe de la Guerra del Pacífico. Murió en la batalla de San Juan, librada en defensa de la capital peruana.

## Biografía
Hijo de Antonio Arguedas y Manuela Hurtado. Su carrera militar comenzó en 1843, como cabo primero del Batallón Moquegua, al servicio del general Ramón Castilla, que se había levantado contra el gobierno del Directorio del general Manuel Ignacio de Vivanco. Luchó en las batallas de San Antonio y Carmen Alto, y mereció su ascenso a teniente (1844).
En 1854, ya con el grado de capitán de infantería, apoyó a la revolución encabezada nuevamente por Castilla, esta vez contra el gobierno del general José Rufino Echenique. Ascendió a sargento mayor  y peleó a lo largo de la campaña revolucionaria, que culminó con el triunfo en la batalla de La Palma, el 5 de enero de 1855. Se le concedió entonces su ascenso a teniente coronel.
Se ganó la confianza de Castilla, quien, ya como presidente, lo dejó en Lima al frente del único batallón que guarnecía la ciudad, antes de marchar a Arequipa para combatir la revolución del general Vivanco (1856). Por entonces sesionaba en la capital peruana la Convención Nacional (Congreso Constituyente), donde se daba una tensa disputa entre la mayoría liberal y la minoría conservadora partidaria de Castilla. El 2 de noviembre de 1857, una patrulla de soldados a órdenes de Arguedas desalojó a los convencionales del recinto parlamentario. Arguedas creyó que con este proceder contentaría a Castilla y a la misma población, que se hallaba disgustada por los excesos verbales de los representantes, pero nadie aprobó el cierre de la Convención, ya que se trataba a todas luces de un atentado grave contra la majestad de un poder del Estado. El mismo presidente Castilla, desde Arequipa, condenó esta acción, aunque, una vez que retornó a Lima, no restituyó a la asamblea e incluso envió al destierro a los principales líderes liberales. Cuando se instaló luego un Congreso Extraordinario, el 12 de octubre de 1858, éste aprobó el enjuiciamiento y la separación de Arguedas del ejército.
No obstante, Arguedas mantuvo su adhesión a Castilla, a quien salvó la vida el 23 de noviembre de 1860, cuando un grupo de liberales, sacaron con engaños a un batallón de la guarnición de Lima e intentaron asaltar la casa del presidente. Arguedas, que vivía al frente, salió al balcón y arengó a los soldados, que entonces reaccionaron e hicieron fracasar la intentona.
En 1865 fue rehabilitado por el Congreso y ascendido a coronel. 
Cuando estalló la Guerra del Pacífico en 1879, aún se hallaba en servicio activo y era  comandante del batallón Ica, acuartelado en el antiguo local de la Inquisición (cerca de la actual Plaza Bolívar). Contribuyó a la caída del general Luis La Puerta (gobernante interino tras el viaje al extranjero del presidente Mariano Ignacio Prado), al negarse a obedecer las órdenes del ministro de Guerra, general Manuel González de la Cotera, para que enviara refuerzos a la guarnición del Palacio de Gobierno, el 21 de diciembre de 1879. Dos días después Nicolás de Piérola asumió el poder, instaurando la Dictadura. 
Colaboró luego en la defensa de Lima, amenazada por el avance del ejército chileno. Como Jefe de la III División del Ejército del Norte, luchó en la batalla de San Juan, librada en las afueras de la capital, el 13 de enero de 1881, donde, montado a caballo y dirigiendo con valor a sus tropas, murió heroicamente, tras recibir varias descargas del enemigo. Fue uno de los primeros combatientes peruanos en sucumbir aquel día.
Sus restos reposan en la Cripta de los Héroes del Cementerio Presbítero Matías Maestro de Lima.